# Appleton (Warrington)
Appleton ist eine Gemeinde (civil parish) in der englischen Unitary Authority Warrington in der Region North West England. Im Jahr 2022 zählte sie 10.356 Einwohner. Appleton ist ein südlicher Vorort von Warrington. 
Im Domesday Book wird Appleton als Epeltune erwähnt.